# 斯泰克方丹、斯瓦特科兰斯、科罗姆德拉伊和维罗恩斯的化石遗址
斯泰克方丹、斯瓦特科兰斯、科罗姆德拉伊和维罗恩斯的化石遗址是联合国教科文组织在南非豪登省的一处世界遗产，位于约翰内斯堡西北约50公里。本地在1999年列入世界遗产名录，当时的登录名称为人类的摇篮（Cradle of Humankind），后于2005年扩展并改为此名。本地目前面积47,000公顷，包含斯泰克方丹的石灰岩洞等。
“人类的摇篮”一名反应出本地迄今发现的人类化石数量多、历史悠久的事实，其中最老的化石可以追溯到350万多年前。单斯泰克方丹遗址发现的原始人类化石就占现今发现的人类化石总数的三分之一。

## 历史
1935年，罗伯特首次在斯泰克方丹地区发现猿人化石，并开始在当地工作。1938年，格特在Kromdraai附近发现人类头骨，后经鉴定确认是罗百氏傍人。
1966年菲利普·托比亚斯在当地进行考古发掘，成为世界上最长的一次连续运行化石发掘。1991年李·伯杰发现了第一个原始人类的标本。
2005年12月7日，时任南非总统塔博·姆贝基建立一个新的游客中心——Maropeng游客中心。

## 世界遗产

### 登录对象
- 世界遗产ID 915-001斯泰克方丹、斯瓦特科兰斯、科罗姆德拉伊及其附近
登录时间为1999年。登录面积25000 ha、缓冲区面积28000 ha。
- ID 915-002马卡帕溪谷
登录时间为2005年。登录面积2220.049561 ha、缓冲区面积55000 ha。
- ID 915-003塔翁头骨化石遗址
登录时间为2005年。登录面积158.742905 ha、缓冲区面积3387 ha。

### 登录基准
该世界遗产被认为满足世界遺產登錄基準中的以下基準而予以登錄：
- （iii）呈现有关现存或者已经消失的文化传统、文明的独特或稀有之证据。
- （vi）具有显著普遍价值的事件、活的传统、理念、信仰、艺术及文学作品，有直接或实质的连结（世界遗产委员会认为该基准应最好与其他基准共同使用）。